# Сант-Марі (Іллінойс)
Сант-Марі (англ. Ste. Marie) — селище (англ. village) в США, в окрузі Джеспер штату Іллінойс. Населення — 238 осіб (2020).

## Географія
Сант-Марі розташований за координатами 38°55′48″ пн. ш. 88°1′40″ зх. д. / 38.93000° пн. ш. 88.02778° зх. д. (38.930045, -88.027748).  За даними Бюро перепису населення США в 2010 році селище мало площу 2,87 км², уся площа — суходіл.

## Демографія
Згідно з переписом 2010 року, у селищі мешкали 244 особи в 106 домогосподарствах у складі 66 родин. Густота населення становила 85 осіб/км².  Було 124 помешкання (43/км²).
Расовий склад населення:
| - 98,4 % — білих - 0,8 % — азіатів |

До двох чи більше рас належало 0,8 %. Частка іспаномовних становила 0,0 % від усіх жителів.
За віковим діапазоном населення розподілялося таким чином: 22,1 % — особи молодші 18 років, 56,2 % — особи у віці 18—64 років, 21,7 % — особи у віці 65 років та старші. Медіана віку мешканця становила 41,5 року. На 100 осіб жіночої статі у селищі припадало 95,2 чоловіків;  на 100 жінок у віці від 18 років та старших — 90,0 чоловіків також старших 18 років.
Середній дохід на одне домашнє господарство  становив 75 773 долари США (медіана — 47 500), а середній дохід на одну сім'ю — 123 464 долари (медіана — 75 000). За межею бідності перебувало 14,5 % осіб, у тому числі 7,6 % дітей у віці до 18 років та 15,6 % осіб у віці 65 років та старших.
Цивільне працевлаштоване населення становило 127 осіб. Основні галузі зайнятості: роздрібна торгівля — 17,3 %, виробництво — 15,7 %, оптова торгівля — 11,8 %, освіта, охорона здоров'я та соціальна допомога — 11,0 %.